# Sarcocheilichthys variegatus
Sarcocheilichthys variegatus är en fiskart som först beskrevs av Temminck och Schlegel, 1846.  Sarcocheilichthys variegatus ingår i släktet Sarcocheilichthys och familjen karpfiskar.

## Underarter
Arten delas in i följande underarter:
- S. v. variegatus
- S. v. microoculus
- S. v. wakiyae